# Le contadine bizzarre
Le contadine bizzarre és una òpera en tres actes composta per Niccolò Piccinni sobre un llibret italià de Giuseppe Petrosellini. S'estrenà al Teatro Capranica de Roma el febrer de 1763.
A Catalunya s'estrenà el 1764 al Teatre de la Santa Creu de Barcelona.